# 墳墓三
墳墓三（Eta Aquarii）是一颗位于天球赤道上的星座寶瓶座内的恒星。它的拜耳名稱是寶瓶座η，拉丁文名称是η Aquarii。它的視星等4.04等，是一顆裸眼可以看見的恆星。使用視差測量得出它與地球的距離大約是168光年（52秒差距）。寶瓶座η流星雨的輻射點在η星的附近，因而以它為名。 
墳墓三的光譜類型為B9IV-Vn,，说明它核心的氫供應枯竭，正開始從主序星演化成為次巨星。它的旋轉速度非常快，投影轉速高達每秒291公里。這造成它的赤道隆起，使得它的影像呈現扁平，赤道半徑比極半徑大24%。快速旋轉產生的都卜勒效應導致光譜中的吸收線變得模糊，因此恆星分類被加上尾碼"n"來表示。

## 命名
墳墓三与坟墓一（阿拉伯名：Sadaltager / Achr al Achbiya）、坟墓二（阿拉伯名：Sadachbia）和坟墓四（阿拉伯名：Seat）在阿拉伯天文中一起组成al Aḣbiyah (الأخبية)，帐篷。
在中国古代这些星一起组成危宿内的星官坟墓。墳墓三是该星座内的第三颗星。

## 外部連結
- Image Eta Aquarii